# Бесфилиальный банкинг
Бесфилиальный банкинг (англ. Branchless banking) — это дистрибуционная стратегия, которая используется для предоставления клиентам финансовых услуг без использования банковских отделений. Такая розничная банковская схема может как дополнять традиционную схему с банковскими отделениями, так и использоваться отдельно — вовсе без банковских офисов.

Согласно определению CGAP, бесфилиальный банкинг использует все следующие элементы:
- Использует платёжные карты или мобильные телефоны, для идентификации пользователей и электронной регистрации транзакций, либо позволяет удалённо инициировать транзакцию

- Использует розничные точки, например платёжные киоски, отделения почты или кассы магазинов, которые действуют в качестве агентов провайдеров финансовых услуг и позволяют пользователям совершить действия, требующие их физического присутствия (например, внесение наличных денег или заполнение анкеты для открытия банковского счёта)

- Как минимум, позволяют разместить и отозвать депозит, а также выполнить денежный платёж

- Действует на законных основаниях, признаётся и контролируется государственными регуляторами, как, например, имеющий лицензию банк

- Пользователь может пользоваться всеми вышеописанными услугами на регулярной основе (в течение рабочих часов) без необходимости посещать банковские офисы